# Камаронес
Камаронес  (ісп. Camarones) — комуна в Чилі. Селище і комуна входить до складу провінції провінції Арика і регіону Арика-і-Паринакота.
Територія комуни — 3 927 км². Чисельність населення — 1255 жителів (2017). Щільність населення — 0,32 чол./км².
Адміністративний центр комуни — селище Куя.
Назва в перекладі з іспанської означає "креветки".

## Розташування
Комуна розташована на південному заході області Арика-і-Паринакота.
Комуна межує:
- на півночі — з комуною Арика;
- на сході — з комуною Путре;
- на півдні — з комунами Уара, Камінья і Кольчане.
- На заході розташований Тихий океан